# 爱雍·乌节

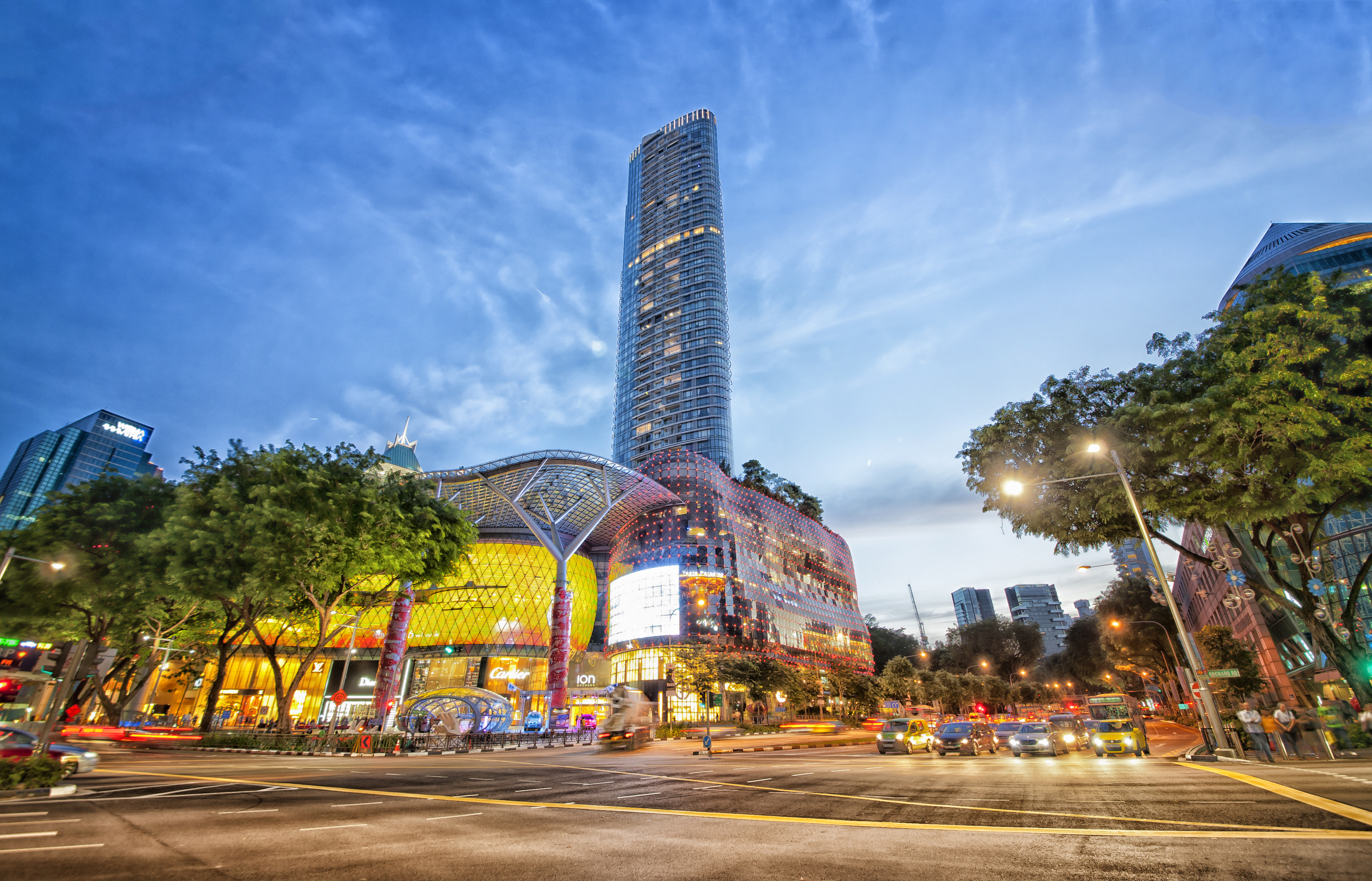
傍晚的ION Orchard

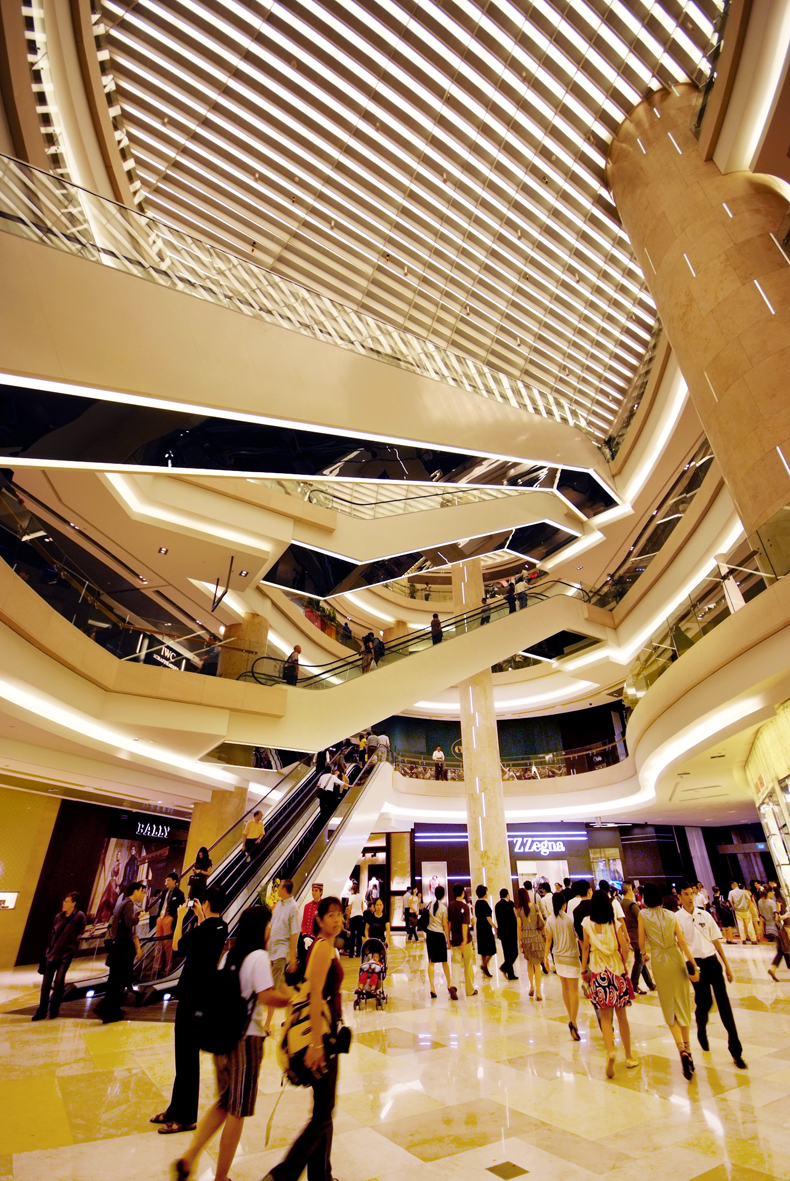
商場中庭（2009年）

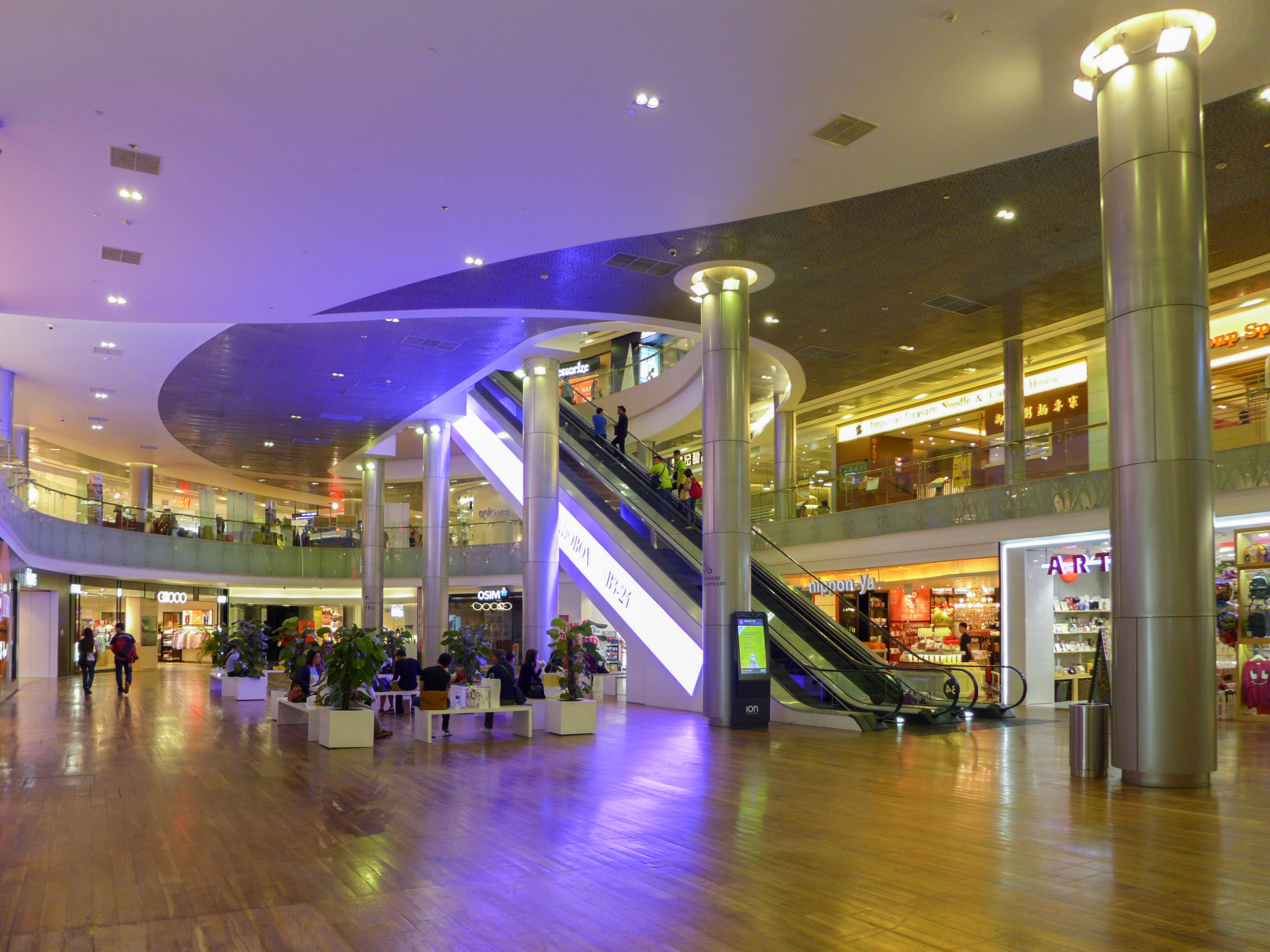
商場B4層活動中庭（2014年）

愛雍．烏節（英語：ION Orchard），位于新加坡乌节路烏節路地鐵站上蓋，為綜合商住發展計劃，由凱德集團及新鴻基地產合作發展。商場樓高8層（地上四层，地下四层），总零售面积达66,000平方米，設有335間商店和食肆。由貝諾著名建筑设计事务所设计，於2009年7月21日正式對外開放。商場在同年獲得康城国际房地产投资展览会上荣获最佳购物中心大奖。2016年12月，福布斯將愛雍．烏節認定為新加坡最大的購物中心之一。
2024年9月，凱德集團向旗下CapitaLand Integrated Commercial Trust出售ION Orchard一半權益，交易代價連費用約11億坡元。

## 设计
商場設計新穎獨特，外牆利用發光二極管作互動多媒體幕牆設計。商場內亦設有多個會合點，包括一樓的中庭及B4層的ION Station，可供租賃或舉辦不同大型活動。

## 商場
商場面積近66萬平方呎，有335間零售店，設多間旗艦店及概念店，包括Rubi Shoes，New Look，Li Ning，TM Lewin，Zara，Harry Winston，Dsquared2和Bershka。B4層至B1層以年輕時裝、美容、化妝品店等商戶為主。地下及1樓設10間國際頂級名牌旗艦店，其中六家鄰近露天活动空间的商店佔地近 50,000 平方呎，並採用樓高11米的雙樓層設計概念。包括Dior、Louis Vuitton、Saint Laurent、Patek Phillipe及 Dolce & Gabana。2樓至4樓以國際頂級品牌、精品和生活品味商戶為主。
B4層設有Food Opera美食廣場及設80個美食攤位的ION Food Hall。此外，場內超過21％的出租面積用作餐飲用途，125個食肆中，其中28間為餐廳和咖啡店。2樓和3樓為休閒用餐，4樓以高級餐飲為主。

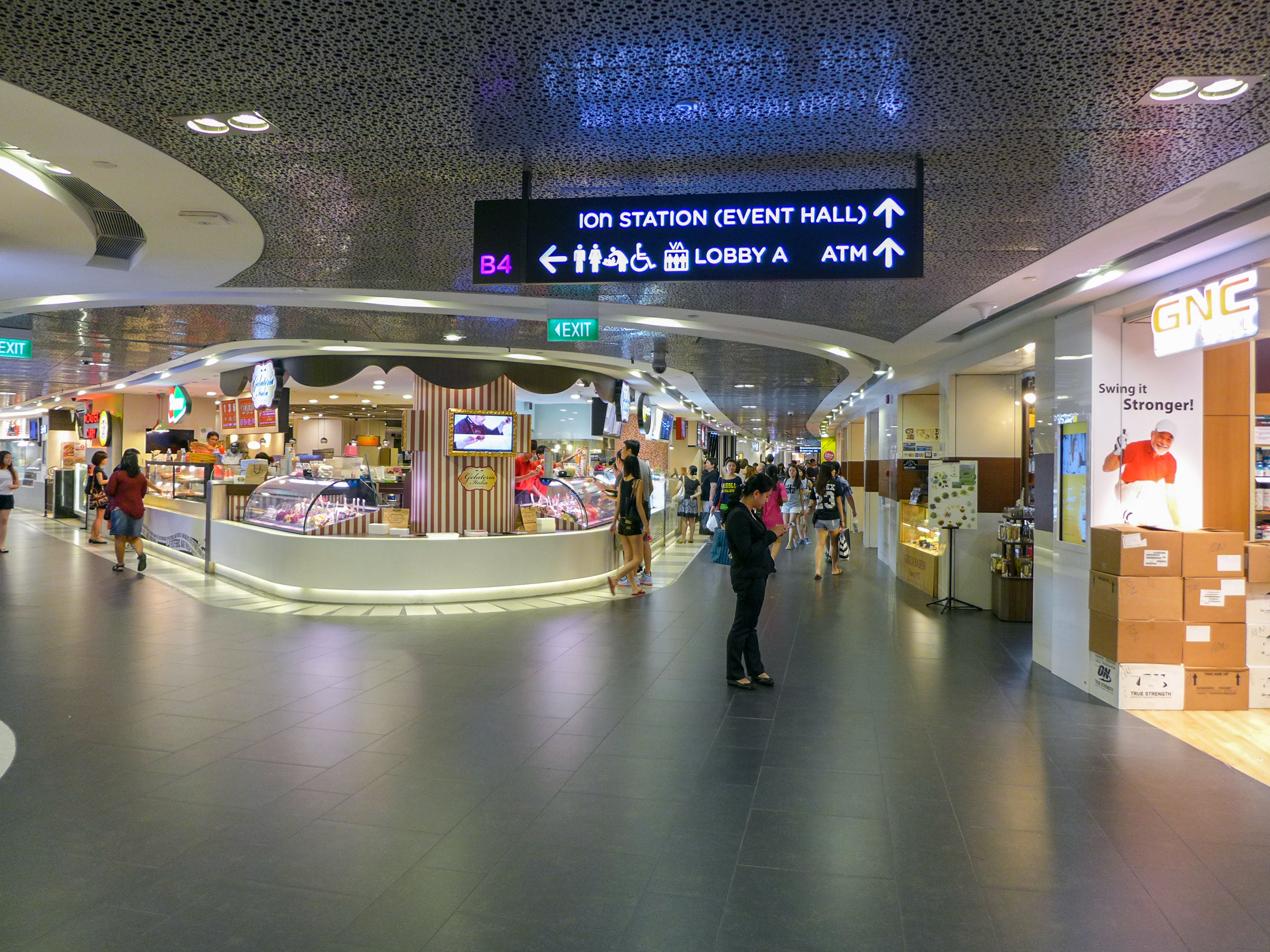
B4層美食攤位ION Food Hall
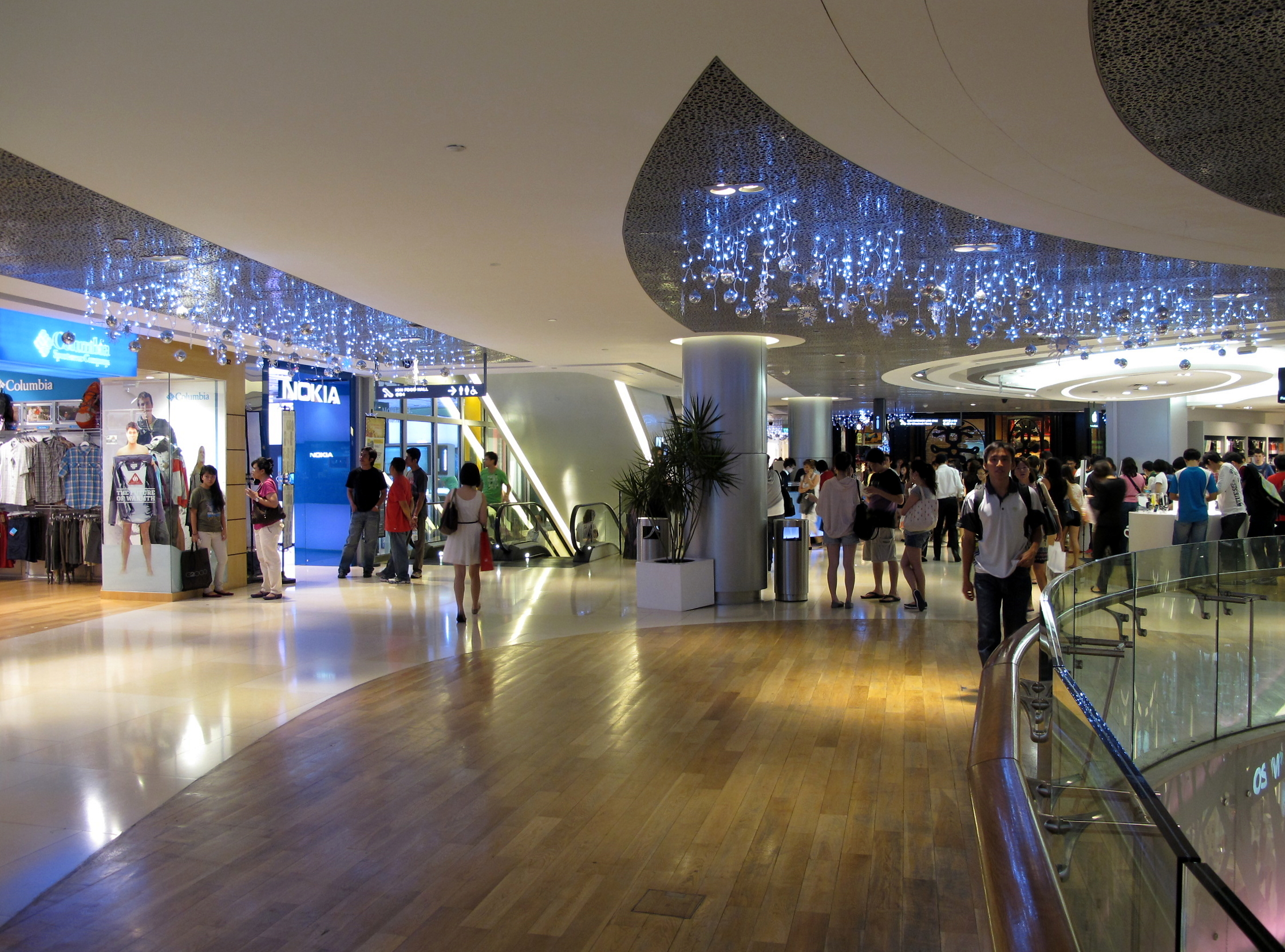
B3層
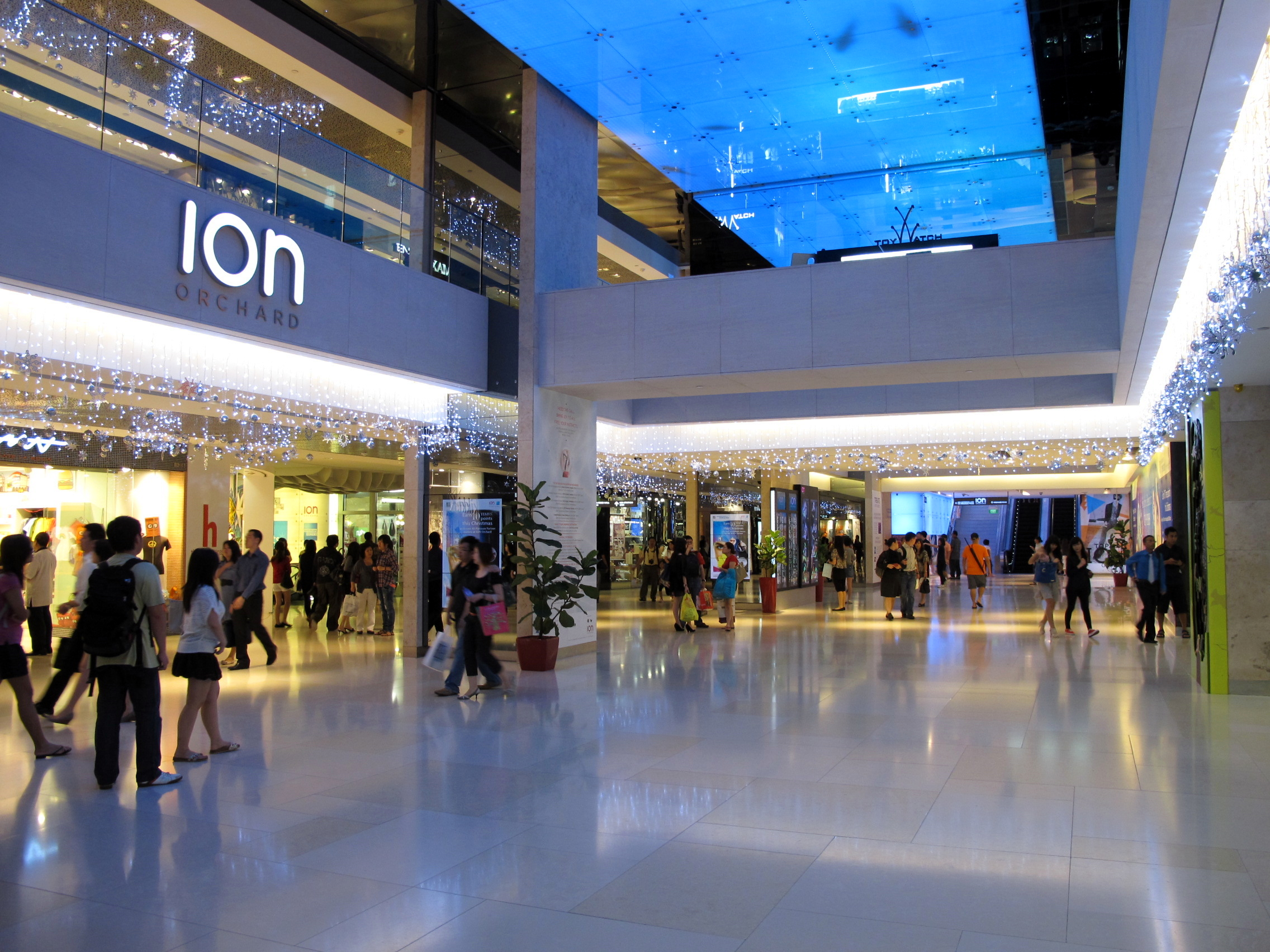
B2層MRT入口
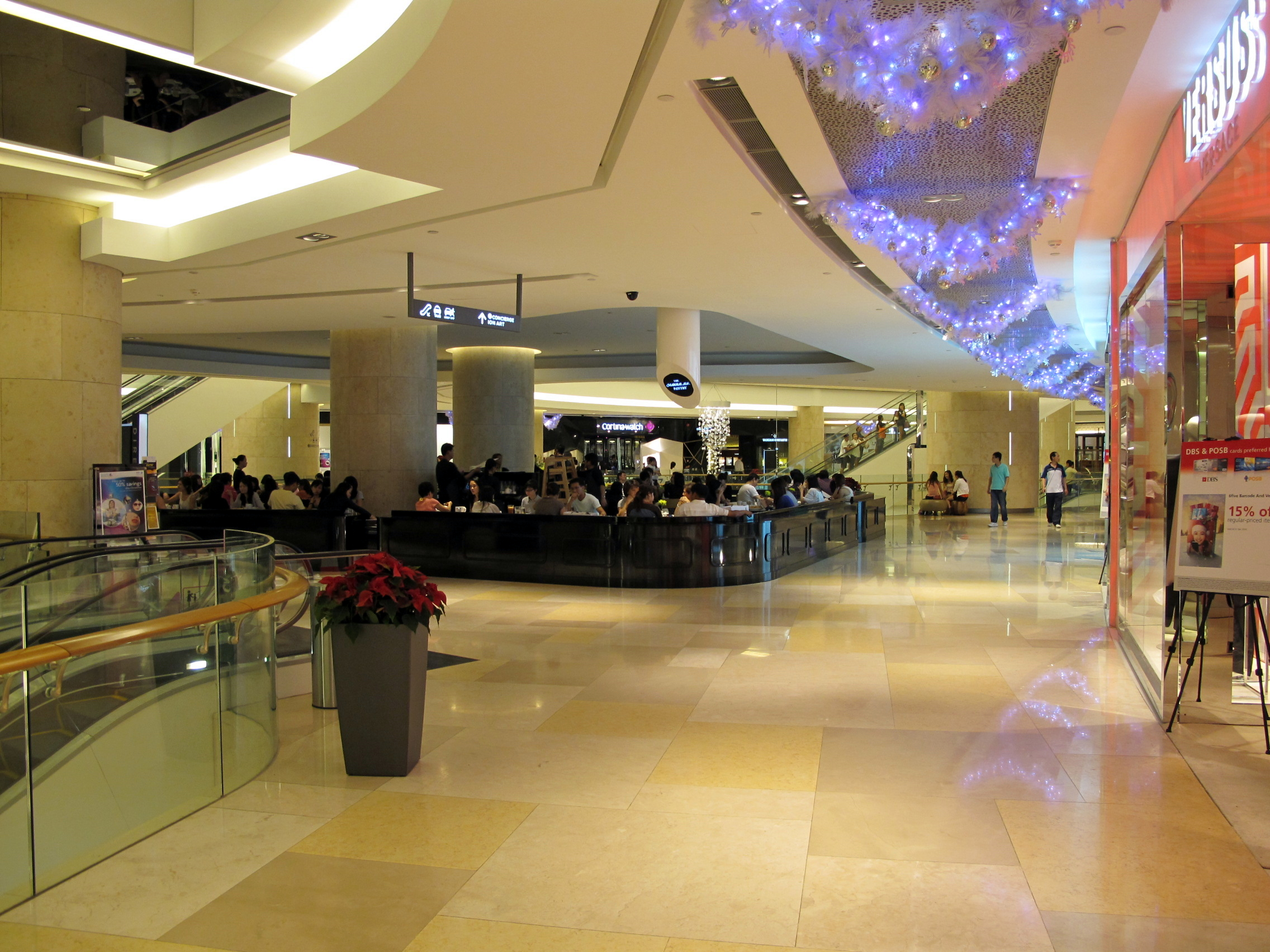
3樓
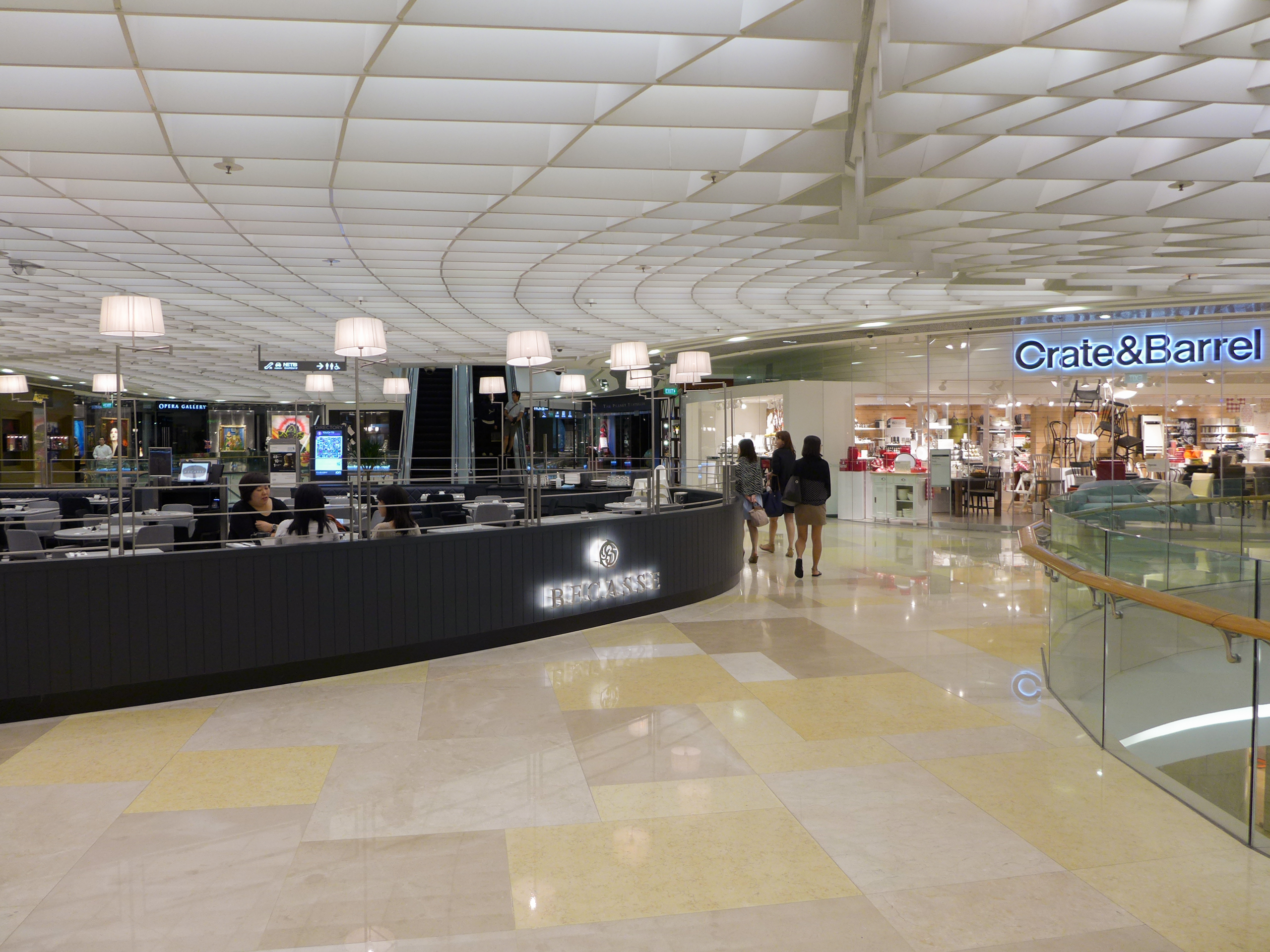
4樓

### 其他设施

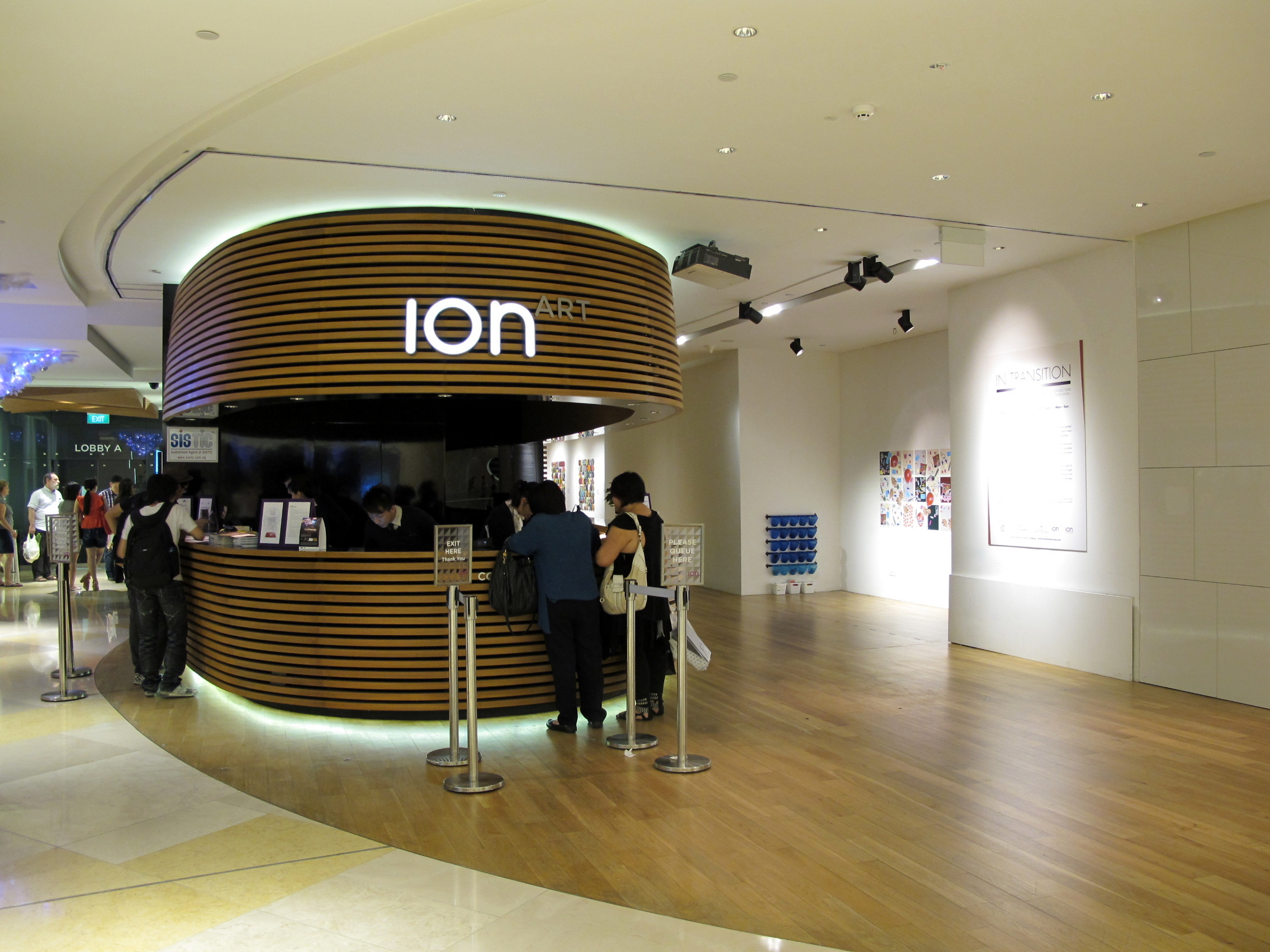
4樓設5,000平方英尺艺术空间ION Art

地面設3,000平方米露天活动空间ION2，可供租賃或舉辦不同大型活動。4樓設5,000平方英尺艺术空间ION Art。5樓至8樓為停車場。

## 卓錦豪庭
為住宅部份，在2010年落成，樓高46层，提供175個單位。9樓及30樓設有绿化天台和空中花园。

## ION SKY
55樓至56樓為ION SKY觀景台，採用觀景步道設計，並設Salt Grill & Sky Bar餐廳。不過開放時間只限下午3時至6時。

## 交通
發展商於B2層烏節地鐵站出口處興建地下行人通道，連接毗鄰的大型商場。